# Vézilly
Vézilly – miejscowość i gmina we Francji, w regionie Hauts-de-France, w departamencie Aisne.
Według danych na rok 1990 gminę zamieszkiwało 88 osób, a gęstość zaludnienia wynosiła 8 osób/km². W styczniu 2014 roku Vézilly zamieszkiwały 193 osoby, przy gęstości zaludnienia wynoszącej 18 osób/km².